# Liste de sculptures représentant des chevaux
Pour un article plus général, voir Cheval dans l'art.
| Année de réalisation | Visuel                             | Titre                              | Artiste                  | Lieu de conservation                     |
| -------------------- | ---------------------------------- | ---------------------------------- | ------------------------ | ---------------------------------------- |
| Env. 600 av. J.-C.   | Cheval étrusque                    | Cheval étrusque                    | Inconnu                  | Inc.                                     |
| IIe siècle           | Cheval volant                      | Cheval volant                      | Inconnu                  | Musée provincial du Gansu, Chine         |
| 1481                 | Statue de Bartolomeo Colleoni      | Statue de Bartolomeo Colleoni      | Andrea del Verrocchio    | Venise                                   |
| 1725                 | Statue équestre de Charlemagne     | Statue équestre de Charlemagne     | Agostino Cornacchini     | Basilique Saint-Pierre, cité du Vatican  |
| XIXe siècle          | lien externe                       | Napoléon Ier en 1814               | Ernest Meissonier        | Musée d’Art et d’Histoire, Poissy        |
| 1884                 |                                    | Cheval arabe                       | Émile-Coriolan Guillemin | Musée du Louvre                          |
| 1895                 | The bronco buster                  | The bronco buster                  | Frederic Remington       | Bureau ovale, maison blanche, Washington |
| 1912                 | Statue équestre de saint Venceslas | Statue équestre de saint Venceslas | Josef Václav Myslbek     | Place Venceslas, Prague                  |
| 1999                 | Cheval à l'envers                  | Cheval à l'envers, dit le « Kůň »  | David Černý              | Passage du Palais Lucerna, Prague        |
| 1999                 | Cheval avec bride                  | Cheval avec bride                  | Fernando Botero          | Rome                                     |